# Dolomedes schauinslandi
Dolomedes schauinslandi je velký druh pavouka z čeledi lovčíkovití (Pisauridae), který se vyskytuje pouze na chathamských ostrovech Rangatira, Mangere a Houruakopara (součást Nového Zélandu). Posledně zmíněný ostrůvek má přitom jen kolem 100 m na šířku. Jedná se o jednoho z největších a nejvzácnějších novozélandských pavouků.

## Popis
Druh formálně popsal francouzský arachnolog Eugène Simon v roce 1899 coby jednoho z „největších a nejmohutnějších pavouků z rodu Dolomedes“. U druhu se vyskytuje výrazný pohlavní dimorfismus. Tělo samce měří 19–26 mm, samice 23–30 mm. Jak samice, tak samec jsou podstatně větší než ostatní novozélandští zástupci rodu Dolomedes. D. schauinslandi má červenohnědé zbarvení, zadeček má ve středu a na bocích několik podélných oranžových proužků. Pavouk má velké oči, které mohou v noci ve světle baterky zářit i na 20 m.

## Ekologie

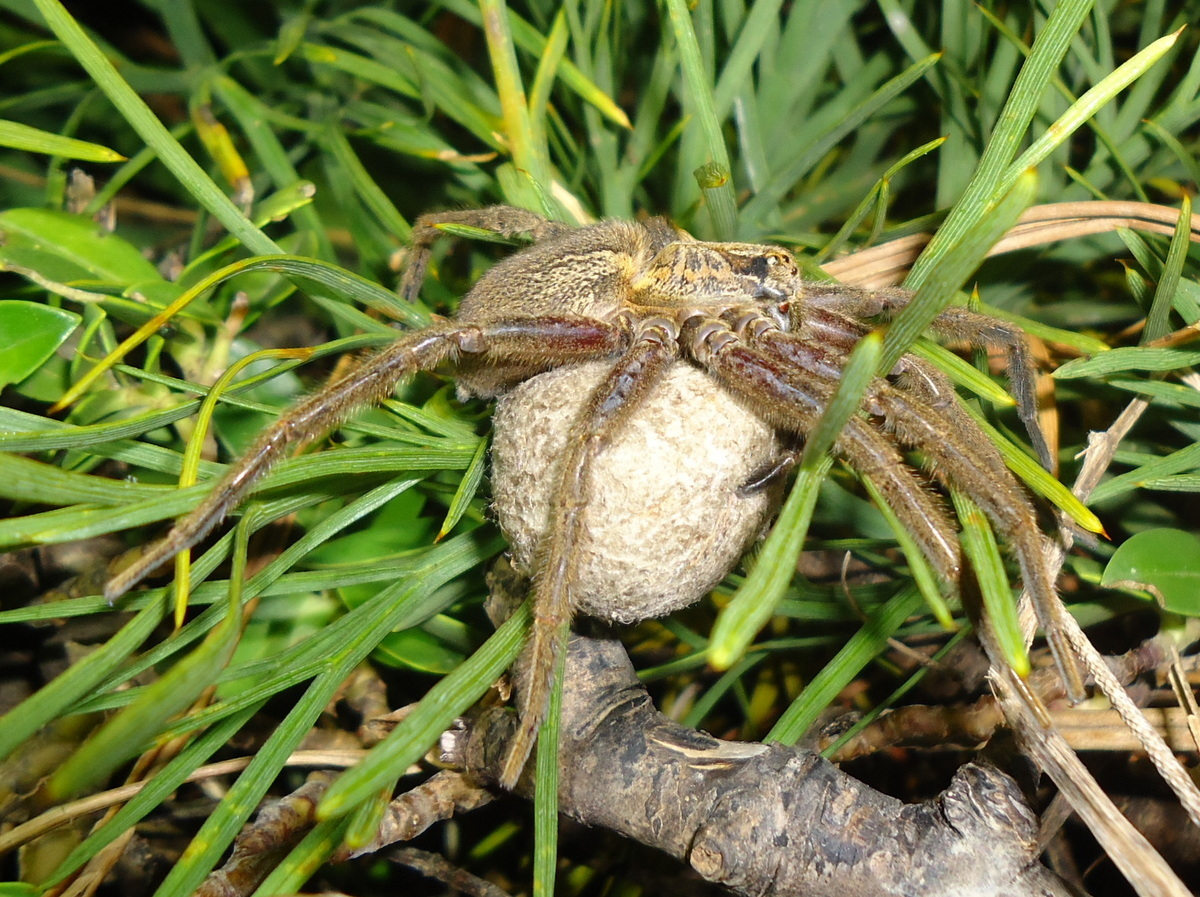
D. schauinslandi s kokonem

D. schauinslandi je aktivní v noci, kdy se pohybuje v lesních a křovinatých biotopech, ve kterých loví svou hlavní kořist – wety (mj. Talitropsis megatibia). Podobně jako ostatní lovčíkovití, ani D. schauinslandi nechytá svou kořist do pavoučí sítě, ale vrhá se na ni přímo. K predátorům druhu patří weky a myši, což patrně vysvětluje, proč se tento pavouk nevyskytuje na Pittově ostrově, kde byl D. schauinslandi v době jeho formálního popisu popisován jako běžný. K dalším predátorům druhu patrně patřila vyhynulá cvrčilka Poodytes rufescens. Kopulace D. schauinslandi pozorována nebyla, avšak samice byly spatřeny při nošení vajíček v klepítkách v listopadu a prosinci, a při strážení kokonu od prosince do února.

## Ohrožení
D. schauinslandi patří podle místních úřady k ohroženým druhům. Odhaduje se, že se vyskytuje pouze na 10 % svého původního habitatu. Předpokládá se, že vedle zmíněného Pittova ostrova se druh původně vyskytoval i na Chathamově ostrově (největší ostrov z Chathamského souostroví). Napovídá tomu přítomnost druhu na malém ostrůvku Houruakopara, který leží jen 200 m od Chathamova ostrova. Na Pittův ostrov byly někdy před rokem 1951 neúmyslně introdukovány myši, které s největší pravděpodobností stojí za vyhynutím D. schauinslandi na tomto ostrově. Další dva ostrovy s výskytem D. schauinslandi, Mangere a Rangatira, jsou dnes již bez savčích predátorů. Ostrov Rangatira sice byl až do 60. let 20. století využíván pro pastvu, avšak kočky, myši ani krysy se na tomto ostrově nikdy nevyskytovaly.
V laboratoři byl D. schauinslandi pozorován při zvedání zadečku v reakci na proudění vzduchu, což je typické pro pavouky pohybující se pomocí tzv.„balonování“, čili snování vlečného vlákna, s pomocí kterého se pavouk nechá unášet větrem, což mu umožňuje překonat větší vzdálenosti i vodní plochy. Je tak možné, že v případě vyhubení myší z Pittova ostrova by pavouk mohl znovu přirozeně kolonizovat Pittův ostrov.